# Перниче, Джино
Джино Перниче (6 мая 1927 — 25 апреля 1997) — итальянский актёр театра, кино и телевидения.

## Жизнь и карьера
Перниче родился в Милане, обучался в Академии Филодрамматичи, которую окончил в 1952 году. Профессиональный дебют актёра состоялся в труппе Фантасио Пикколи в театре Стабиле в Больцано. Прорывной для молодого актёра стала роль Тобиа в постановке Двенадцатая ночь , осуществлённой «Компанией Джовани». Оставаясь в основном театральном артистом, Перниче, тем не менее, сделал весьма солидную карьеру характерного актёра в кино и на телевидении.

## Избранная фильмография
- Чердак (1962)
- Они шли на Восток (1965)
- The Hellbenders (1966)
- Прелюбодеяние в итальянском стиле (1966)
- Джанго (1966)
- Глава семьи (1967)
- Рита Запада (1967)
- Брось их или я буду стрелять (1969)
- Compañeros (1970)
- Рабочий класс идёт в рай (1971)
- История любви и ножей (1971)
- Право первой ночи (1972)
- Hospitals: The White Mafia  (1973)
- Секс-Машина (1975)
- Il corpo della ragassa  (1979)
- Culo e camicia (1981)
- Spaghetti House (1982)
- Porca vacca (1982)
- Тайный скандал (1989)